# Campeonato Europeo de Voleibol Masculino de 1999
La XXI edición del Campeonato Europeo de Voleibol se realizó en el año 1999 con sede en Austria. Se realizó del 7 al 12 de septiembre de ese mismo año.

## Sedes
| Ciudad          |
| --------------- |
| Viena           |
| Wiener Neustadt |

## Equipos
| Grupo A         | Grupo B  |
| --------------- | -------- |
| República Checa | Austria  |
| Francia         | Bulgaria |
| Países Bajos    | Italia   |
| Yugoslavia      | Rusia    |

## Formato
La competición se divide en dos fases: la fase de grupos y la fase de play-off. En la fase de grupos los equipos se dividen en 2 grupos de 4 equipos cada uno y los 2 primeros de cada grupo avanzan a los play-off. En los play-off se jugaron las semifinales, partido por el tercer lugar y final.

## Fase de grupos

### Grupo A
| Equipo           | J | G | P | SG | SP | DS | PTS |
| ---------------- | - | - | - | -- | -- | -- | --- |
| RF de Yugoslavia | 3 | 2 | 1 | 7  | 5  | +2 | 5   |
| República Checa  | 3 | 2 | 1 | 7  | 7  | 0  | 5   |
| Francia          | 3 | 1 | 2 | 6  | 6  | 0  | 4   |
| Países Bajos     | 3 | 1 | 2 | 5  | 7  | -2 | 4   |

Resultados:
| Fecha    | Partido          | Partido | Partido          | Resultado |
| -------- | ---------------- | ------- | ---------------- | --------- |
| 07.09.99 | RF de Yugoslavia | -       | República Checa  | 3-1       |
| 07.09.99 | Francia          | -       | Países Bajos     | 3-0       |
| 08.09.99 | República Checa  | -       | Países Bajos     | 3-2       |
| 08.09.99 | RF de Yugoslavia | -       | Francia          | 3-1       |
| 09.09.99 | República Checa  | -       | Francia          | 3-2       |
| 09.09.99 | Países Bajos     | -       | RF de Yugoslavia | 3-1       |

### Grupo B
| Equipo   | J | G | P | SG | SP | DS | PTS |
| -------- | - | - | - | -- | -- | -- | --- |
| Rusia    | 3 | 3 | 0 | 9  | 2  | +7 | 6   |
| Italia   | 3 | 2 | 1 | 7  | 3  | +4 | 5   |
| Bulgaria | 3 | 1 | 2 | 4  | 6  | -2 | 4   |
| Austria  | 3 | 0 | 3 | 0  | 9  | -9 | 3   |

Resultados:
| Fecha    | Partido  | Partido | Partido  | Resultado |
| -------- | -------- | ------- | -------- | --------- |
| 07.09.99 | Italia   | -       | Austria  | 3-0       |
| 07.09.99 | Rusia    | -       | Bulgaria | 3-1       |
| 08.09.99 | Italia   | -       | Bulgaria | 3-0       |
| 08.09.99 | Austria  | -       | Rusia    | 0-3       |
| 09.09.99 | Bulgaria | -       | Austria  | 3-0       |
| 09.09.99 | Rusia    | -       | Italia   | 3-1       |

## Play-off
|  | Semifinales             | Semifinales             |   |                         | Final                   | Final |  |
|  |                         |                         |   |                         |                         |       |  |
|  |                         |                         |   |                         |                         |       |  |
|  | Viena, 11 de septiembre |                         |   |                         |                         |       |  |
|  | Rusia                   | 3                       |   |                         |                         |       |  |
|  | República Checa         | 0                       |   |                         |                         |       |  |
|  |                         |                         |   |                         |                         |       |  |
|  |                         |                         |   |                         | Viena, 12 de septiembre |       |  |
|  |                         |                         |   |                         | Rusia                   | 1     |  |
|  |                         | Italia                  | 3 |                         |                         |       |  |
|  |                         |                         |   |                         |                         |       |  |
|  |                         |                         |   |                         |                         |       |  |
|  |                         |                         |   |                         | Tercer lugar            |       |  |
|  | Viena, 11 de septiembre | Viena, 11 de septiembre |   | Viena, 12 de septiembre | Viena, 12 de septiembre |       |  |
|  | Italia                  | 3                       |   | República Checa         | 0                       |       |  |
|  | RF de Yugoslavia        | 1                       |   |                         | RF de Yugoslavia        | 3     |  |

### Semifinales
| Fecha    | Partido | Partido | Partido          | Resultado |
| -------- | ------- | ------- | ---------------- | --------- |
| 11.09.99 | Rusia   | -       | República Checa  | 3-0       |
| 11.09.99 | Italia  | -       | RF de Yugoslavia | 3-1       |

### Tercer lugar
| Fecha    | Partido         | Partido | Partido          | Resultado |
| -------- | --------------- | ------- | ---------------- | --------- |
| 12.09.99 | República Checa | -       | RF de Yugoslavia | 0-3       |

### Final
| Fecha    | Partido | Partido | Partido | Resultado |
| -------- | ------- | ------- | ------- | --------- |
| 12.09.99 | Rusia   | -       | Italia  | 1-3       |

## 5º al 8º puesto
|  | Semifinales             | Semifinales             |   |                         | Final                   | Final |  |
|  |                         |                         |   |                         |                         |       |  |
|  |                         |                         |   |                         |                         |       |  |
|  | Viena, 11 de septiembre |                         |   |                         |                         |       |  |
|  | Bulgaria                | 0                       |   |                         |                         |       |  |
|  | Países Bajos            | 3                       |   |                         |                         |       |  |
|  |                         |                         |   |                         |                         |       |  |
|  |                         |                         |   |                         | Viena, 12 de septiembre |       |  |
|  |                         |                         |   |                         | Países Bajos            | 3     |  |
|  |                         | Francia                 | 2 |                         |                         |       |  |
|  |                         |                         |   |                         |                         |       |  |
|  |                         |                         |   |                         |                         |       |  |
|  |                         |                         |   |                         | Tercer lugar            |       |  |
|  | Viena, 11 de septiembre | Viena, 11 de septiembre |   | Viena, 12 de septiembre | Viena, 12 de septiembre |       |  |
|  | Francia                 | 3                       |   | Bulgaria                | 3                       |       |  |
|  | Austria                 | 0                       |   |                         | Austria                 | 0     |  |

### Definición de encuentros
| Fecha    | Partido  | Partido | Partido      | Resultado |
| -------- | -------- | ------- | ------------ | --------- |
| 11.09.99 | Bulgaria | -       | Países Bajos | 0-3       |
| 11.09.99 | Francia  | -       | Austria      | 3-0       |

### 7º Lugar
| Fecha    | Partido  | Partido | Partido | Resultado |
| -------- | -------- | ------- | ------- | --------- |
| 12.09.99 | Bulgaria | -       | Austria | 3-0       |

### 5º Lugar
| Fecha    | Partido      | Partido | Partido | Resultado |
| -------- | ------------ | ------- | ------- | --------- |
| 12.09.99 | Países Bajos | -       | Francia | 3-2       |

## Medallero
|        |       |                  |
| Italia | Rusia | RF de Yugoslavia |

## Clasificación Final
| 1. Italia           |
| 2. Rusia            |
| 3. RF de Yugoslavia |
| 4. República Checa  |
| 5. Países Bajos     |
| 6. Francia          |
| 7. Bulgaria         |
| 8. Austria          |